# Т'Чанна
Т'Чанна (англ. T'Channa) — суперлиходійка, яка з’являється в коміксах американського видавництва Marvel Comics. Була вигадана Беном Данном та вперше з'явилась у коміксі Marvel Mangaverse #3 (червень 2002). Т'Чанна — принцеса Ваканди, яка втратила титул Чорної пантери й стала ученицею Доктора Дума, а згодом зрадила та перебрала його особистість, ставши новим Доктором Думом.

## Історія публікації
Вперше вона з’явилась у випуску Marvel Mangaverse #3 (червень 2002) і була створена художником і сценаристом Беном Данном, відомим насамперед завдяки серії Ninja High School.

## Вигаданий життєпис
У всесвіті Marvel Mangaverse, що стилістично наслідує манґу, Т’Чанна є принцесою вигаданої африканської країни Ваканди та молодшою сестрою короля Ваканди Т’Чалли, також відомого як Чорна пантера. Втративши титул Чорної пантери на користь брата, Т’Чанна вирушає до Латверії, де стає ученицею Доктора Дума. Згодом вона зраджує його, відправляє в інший вимір і сама перебирає його особистість, ставши новим Доктором Думом.

## Інші версії
Т’Чанна є оригінальною для Mangaverse і не має безпосередніх аналогів у канонічному Всесвіті Marvel (Земля-616). Лише у 2005 році в основному всесвіті з’являється Шурі — інша версія сестри Т’Чалли, створена сценаристом Реджинальдом Гадліном та художником Джоном Ромітою-молодшим. Вона, на відміну від Т’Чанни, є героїнею й успадковує титул Чорної пантери після брата. Існує ще один варіант імені Т’Чанна в мультивсесвіті Marvel: на Землі-2149 (відомій за серією Marvel Zombies) Т’Чанна — син Т’Чалли й Лізи Гендрікс, створений Робертом Кіркманом і Шоном Філліпсом.

## Сприйняття
У 2022 році видання Screen Rant включило Т’Чанну до списку «15 наймогутніших лиходіїв Чорної пантери», а також до переліку «10 найкращих персонажів коміксів про Чорну пантеру, які ще не з’являлись у КВМ».